# Annales historiques de 1736
Les Annales historiques de 1736 sont une pièce de théâtre de Henry Fielding de 1737. Dénonciation de la société de l'époque et de la politique en Angleterre, elle a été représentée pour la première fois en avril 1737.
Avec cette satire des hommes politiques, de la "bonne" société et des plus influents, la pièce est la cause, de plus d'une façon, du retrait de Fielding loin de la scène et de la production théâtrale.

## Contexte d'édition
Les Annales historiques de 1736 et Eurydice sifflée (les deux ont été publiés ensemble en 1737) sont deux drames satiriques. Chacun fait la satire de politiciens britanniques.

## Impact de la pièce
Le Licensing Act de 1737 établit les lois pour lutter contre l'imprévisibilité des dramaturges, notamment par l'obligation d'une soumission volontaire à la censure. Sans que l'on puisse tenir sa satire de 1737 pour cause principale de la promulgation de l'acte, on tient pour certain que les pièces de Fielding de cette même année ont pesé dans la création et la réalisation du projet des lois.